# Konstantyn (Ostrowski)
Konstantyn, imię świeckie Ilja Konstantinowicz Ostrowski (ur. 3 sierpnia 1977 w Moskwie) – rosyjski biskup prawosławny.

## Życiorys
Jest synem kapłana prawosławnego Konstantina Ostrowskiego, dziekana dekanatu krasnogorskiego i przewodniczącego wydziału ds. restauracji i budowy cerkwi eparchii moskiewskiej obwodowej. Jest absolwentem dziecięcej szkoły muzyki cerkiewnej przy cerkwi Zaśnięcia Matki Bożej w Krasnogorsku, gdzie jego ojciec pełnił funkcję proboszcza. Kapłanami są również dwaj jego bracia.
W 1999 ukończył seminarium duchowne w Moskwie, zaś w 2003 – Moskiewską Akademię Duchowną. W latach 1997–2002 był hipodiakonem metropolity krutickiego i kołomieńskiego Juwenaliusza. Ten sam hierarcha 6 stycznia 2001 przyjął od niego wieczyste śluby mnisze i nadał mu imię Konstantyn. Metropolita Juwenaliusz wyświęcił mnicha Konstantyna na hierodiakona 15 lutego 2001, zaś na hieromnicha – 2 grudnia 2002. W tym samym roku został on prorektorem ds. wychowawczych seminarium duchownego w Kołomnie. Od 2003 do 2007 hieromnich Konstantyn wykładał w tymże seminarium teologię porównawczą, zaś od 2007 – śpiew cerkiewny. W 2004 został także kapelanem seminaryjnej cerkwi Wprowadzenia Matki Bożej do Świątyni.
W 2011 objął obowiązki kierownika kursów misyjno-katechetycznych eparchii moskiewskiej (obwodowej). 26 lipca 2012 Święty Synod Rosyjskiego Kościoła Prawosławnego nominował go na biskupa zarajskiego, wikariusza tejże administratury, nadał mu również stanowisko rektora seminarium duchownego w Kołomnie. W związku z uzyskaną nominacją 29 lipca 2012 został podniesiony do godności archimandryty. Jego chirotonia biskupia odbyła się 12 sierpnia tego samego roku w cerkwi domowej Trzech Świętych Hierarchów w seminarium duchownym w Kołomnie z udziałem konsekratorów: patriarchy moskiewskiego i całej Rusi Cyryla, metropolitów krutickiego i kołomieńskiego Juwenaliusza, sarańskiego i mordowskiego Warsonofiusza, arcybiskupów możajskiego Grzegorza i wieriejskiego Eugeniusza oraz biskupa sołniecznogorskiego Sergiusza.
W 2021 r. został wikariuszem nowo powstałej eparchii kołomieńskiej, zachowując dotychczasowy tytuł.
W 2022 r. został zwolniony ze stanowiska rektora seminarium w Kołomnie. Zachowując dotychczasowy tytuł, został jednym z wikariuszy patriarchy moskiewskiego i całej Rusi oraz kierownikiem wydziału misyjnego eparchii moskiewskiej miejskiej. Równocześnie mianowano go proboszczem parafii św. Filipa w Moskwie, w rejonie mieszczanskim.
W październiku 2023 r. został pełniącym obowiązki patriarszego egzarchy Afryki, zaś od marca 2024 r. Święty Synod mianował go egzarchą na stałe. W marcu 2024 r. otrzymał również godność metropolity.